# 2143 Jimarnold
2143 Jimarnold eller 1973 SA är en asteroid i huvudbältet som upptäcktes den 26 september 1973 av den amerikanske astronomen Eleanor F. Helin vid Palomarobservatoriet. Den är uppkallad efter James R. Arnold.
Asteroiden har en diameter på ungefär 4 kilometer.